# 遠敷川
遠敷川（おにゅうがわ）は、福井県の小浜市を流れ北川に注ぐ一級河川である。和銅5年712年までは「小丹生」と書かれていたという遠敷を流れる。

## 地理
若狭国の最高峰である百里ヶ岳に源を発し北流する。中流には鵜の瀬を始め多くの文化財があり、松永川と合流し北川へ注ぐ。

## 上根来水源の森
源流域は林野庁により「上根来水源の森」として水源の森百選。に選定されている。
| 山岳     | 面積(ha) | 標高(m)  | 人工林(%) | 天然林(%) | 主な樹種                   | 林齢(年) | 制限林           | 種類         | 流量(m3/日) |
| -------- | -------- | -------- | --------- | --------- | -------------------------- | -------- | ---------------- | ------------ | ----------- |
| 百里ヶ岳 | 283      | 340～931 | 61        | 39        | スギ・ブナ・トチノキ・ナラ | 17～70   | 水源かん養保安林 | 遠敷川へ流水 | 475         |

遠敷川の最終集落である、上根来集落の上流に位置し上流では簡易水道上水道の水源として使用している。また堰で取水し小浜市の灌漑等を供給している。
中流では、森で蓄えられた水が名水百選に選ばれた「鵜の瀬の水」となっている。
- 所在地：福井県小浜市上根来39号字大谷

## 鵜の瀬
鵜の瀬（うのせ）は、福井県小浜市下根来（しもねごり）の遠敷川中流にある淵である。1985年（昭和60年）名水百選に選定された。

### 概要
2羽の白い鵜と黒い鵜が羽を休めた木の跡から、湧水が満ちあふれたのがはじまりという記録が残っている。
遠敷川が左に向きを変える深緑の淵を指し親水公園、および鵜の瀬の歴史やお水送りの神事などが展示されている「鵜の瀬公園資料館」が整備されている。

### お水送りの神事
東大寺（奈良県奈良市）の二月堂において行われる修二会に先駆けて、毎年3月2日に御香水を遠敷川に注ぐお水送りの神事の場所として観光名所となっている。

### 交通
- 西日本旅客鉄道（JR西日本）小浜線東小浜駅」下車　タクシー
- 国道27号または若狭西街道で 神宮寺から